# جيمس موراي
جيمس موراي (بالإنجليزية: Jimmy Murray)‏ (مواليد 4 فبراير 1933) هو لاعب كرة قدم. يلعب مع منتخب إسكتلندا لكرة القدم. سبق له أن لعب في كأس العالم لكرة القدم مع منتخب بلاده.

## مسيرته الكروية
لعب جيمس موراي خلال مسيرته الاحترافية مع 4 أندية في خمسة عشر موسمًا وسجل خلالها 69 هدفًا ضمن 163 مباراة. حيث فاز في موسم واحد بالكأس وفي موسمين بالدوري.
خاض جيمس موراي مسيرته مع نادي هارت أوف ميدلوثيان في موسم 1950–51 في المرة الأولى ليلعب معه أربعة مواسم ثم في موسم 1954–55 ليلعب معه سبعة مواسم، مشاركًا طوالها في 115 مباراة سجل خلالها 63 هدفًا. ثم انتقل إلى نادي ريدنغ في موسم 1953–54 لمدة موسم واحد، حيث شارك في مباراتين سجل خلالها هدفًا واحدًا. لينتقل بعدها إلى نادي كلايد في موسم 1961–62 ولمدة موسمين، مشاركًا في 32 مباراة سجل خلالها هدفًا واحدًا أيضًا.

## روابط خارجية
- جيمس موراي على موقع قاعدة بيانات كرة القدم.إي يو (الإنجليزية)
- جيمس موراي على موقع ناشيونال فوتبول تيمز (الإنجليزية)